# Кочубаров, Алексей Фёдорович
Алексе́й Фёдорович Кочуба́ров (1899—1976) — красноармеец Рабоче-крестьянской Красной Армии, участник Великой Отечественной войны, Герой Советского Союза (1944).

## Биография
Алексей Кочубаров родился 20 июня 1899 года в селе Осташково (ныне — Клинский район Московской области). После окончания четырёх классов школы работал прядильщиком. В 1918—1922 годах служил в Рабоче-крестьянской Красной Армии, участвовал в Гражданской и советско-польской войнах. Демобилизовавшись, работал на шерстоткацкой фабрике (с 1937 года — Монинский камвольный комбинат). В октябре 1942 года Кочубаров повторно был призван в армию. С января 1943 года — на фронтах Великой Отечественной войны. В боях два раза был ранен.
К январю 1944 года красноармеец Алексей Кочубаров командовал орудием 262-го лёгкого артиллерийского полка 20-й лёгкой артиллерийской бригады 2-й артиллерийской дивизии прорыва 59-й армии Волховского фронта. Отличился во время освобождения Новгородской области. 14 января 1944 года Кочубаров участвовал в прорыве немецкой обороны у деревни Тютицы Новгородского района. В том бою он, оставшись один из всего расчёта, продолжал вести огонь, уничтожив 3 дзота, 2 пулемёта и 1 орудие. 19 января во время боя на подступах к Новгороду Кочубаров уничтожил ещё несколько артиллерийских орудий и огневых точек.
Указом Президиума Верховного Совета СССР от 1 июля 1944 года за «образцовое выполнение боевых заданий командования на фронте борьбы с немецкими захватчиками и проявленные при этом мужество и героизм» красноармеец Алексей Кочубаров был удостоен высокого звания Героя Советского Союза с вручением ордена Ленина и медали «Золотая Звезда».
В мае 1944 года по ранению Кочубаров был демобилизован. Вернулся к работе на Монинском камвольном комбинате. Скончался 13 июля 1976 года, похоронен на кладбище города Лосино-Петровский.
Был также награждён рядом медалей.